# Cathédrale Notre-Dame-de-l'Assomption de Manzini
Pour les articles homonymes, voir Cathédrale Notre-Dame-de-l'Assomption.
La cathédrale Notre-Dame-de-l'Assomption, située à Manzini, capitale du district de Manzini en Eswatini, est le siège du diocèse de Manzini (en), dont les ordinaires sont évêques de Manzini depuis 1955.